# Vladimir (Bogojavlenskij)
Svatý Vladimir (světským jménem: Vasilij Nikiforovič Bogojavlenskij; 1. lednajul./ 13. ledna 1848greg., Malomorševka – 25. lednajul./ 7. února 1918greg.) byl biskup ruské pravoslavné církve, exarcha Gruzie (1892–1898), metropolita moskevský a kolomský (1898–1912), metropolita petrohradský a ladožský (1912–1915) a metropolita kyjevský a haličský (1915–1918).

## Život
Narodil se 1. ledna 1848 v obci Malomorševka. Byl pravděpodobně bratrancem arcibiskupa Vasilije (Bogojavlenského).
Studoval v Tambovském duchovním semináři a roku 1874 úspěšně ukončil studium na Kyjevské duchovní akademii. Poté se stal profesorem Tambovského duchovního semináře, kde vyučoval homiletiku, liturgiku a pastorální teologii. O rok později začal vyučovat Písmo svaté a poté němčinu a zeměpis na dívčí škole a na gymnáziu.
Roku 1882 se oženil a 31. ledna byl biskupem Palladijem (Gankevičem vysvěcen na jereje chrámu Pokrov přesvaté Bohorodice v Kozlově, poté se stal představeným Trojického chrámu v Kozlově.
Po smrti manželky a dítěte byl 8. února 1886 v Kazaňském monastýru v Tambově postřižen na mnicha. Dne 9. února byl povýšen do hodnosti archimandrity a stal se představeným Trojického kozlovského monastýru a 6. října představeným Antonievského monastýru v Novgorodu.
Dne 21. května 1888 byl zvolen biskupem Staraje Russy a vikářem eparchie Novgorod. Dne 3. června byl v Alexandro-Něvské lávře metropolitou Isidorem (Nikolskim) vysvěcen na biskupa.
Dne 19. ledna 1891 se stal biskupem samarským a stavropolským. V této eparchii se zasloužil o otevření dívčích škol a o založení vzdělávacího bratrstva.
Dne 18. října 1892 se stal arcibiskupem kartalynským a kachetinským a exarchou Gruzie. Během jeho služby v Gruzii bylo postaveno více než sto chrámů a bylo otevřeno více než tři sta farních škol a bylo zřízeno misionářské eparchiální duchovní a vzdělávací bratrstvo. V Gruzii byl předmětem neustálých pomluv; stal se terčem pokusu o atentát, kdy se jej snažil zabít psalomščik (žalmista).
Dne 21. února 1898 byl jmenován metropolitou moskevským a kolomským. Dne 27. března téhož roku přijel do Moskvy, kde se při slavnostech setkal s věřícími a s velkoknížetem Sergejem Alexandrovičem. V Moskvě se zabýval misionářskou prací mezi dělníky. Dále se věnoval boji proti alkoholismu. Podporoval charitativní činnost ruské velkokněžny Alžběty.
Dne 23. listopadu 1912 byl jmenován metropolitou petrohradským a ladožským.
Bylo o něm známo, že měl odpor k vlivu Grigorije Jefimoviče Rasputina na královském dvoře. To vyvolalo nevoli na carském dvoře, a proto byl Vladimír po smrti metropolity Flaviana (Gorodeckého) jmenován metropolitou Kyjeva a Haliče. To se stalo 23. listopadu 1915.
Na církevní radě Ukrajiny se diskutovalo o autokefalitě Ukrajinské pravoslavné církve. Metropolita Vladimir v ní bránil jednotu ruské církve. Schizmatik arcibiskup Alexij (Dorodnicyn) se usídlil v Kyjevsko-pečerské lávře a snažil se převzít moc pravoslavné církve na Ukrajině. Tej se zasloužil o to, aby se mniši v lávře obrátili proti Vladimirovi. V té době se sovětská vojska blížila ke Kyjevu (1918). Ze dne 23. na 24. ledna obklíčila vojska lávru. Tzv. „církevní bolševismus“ hrál klíčovou roli při podněcování netolerantní atmosféry v Lávře. Mniši tohoto monastýru se vzbouřili proti svému představenému. V monastýru se konala shromáždění, která požadovala demokratizaci správy církve. Vedení metropolity Vladimira bylo považováno za represivní. Mniši si vybrali nového představeného, a to archimandritu Klimenta (Žeratienka). Autorita metropolity Vladimira klesla velice nízko.
Večer 25. ledna 1918 přišlo do lávry pět ozbrojených vojáků. Arcibiskup Alexij tvrdil, že otec Vladimir u sebe uchovával peníze ukrajinské církve. Vojáci zajali otce Vladimira a měli jej odvést za velitelem, místo toho ho však brutálně zavraždili. Pohřben byl 29. ledna 1918 v Uspenském chrámu lávry. Pohřeb vedl metropolita Platon (Rožděstvenskij). Krátce po té byl klášter zrušen a budova předána výtvarným umělcům sdružení Artěl.
Všechna data jsou uváděna podle juliánského kalendáře.
Dne 4. dubna 1992 Ruská pravoslavná církev biskupa Vladimira svatořečila jako mučedníka a byl zařazen do sboru všech novomučedníků a vyznavačů ruských.
Jeho svátek je připomínán 25. ledna.